# Arkadiusz Lipnicki

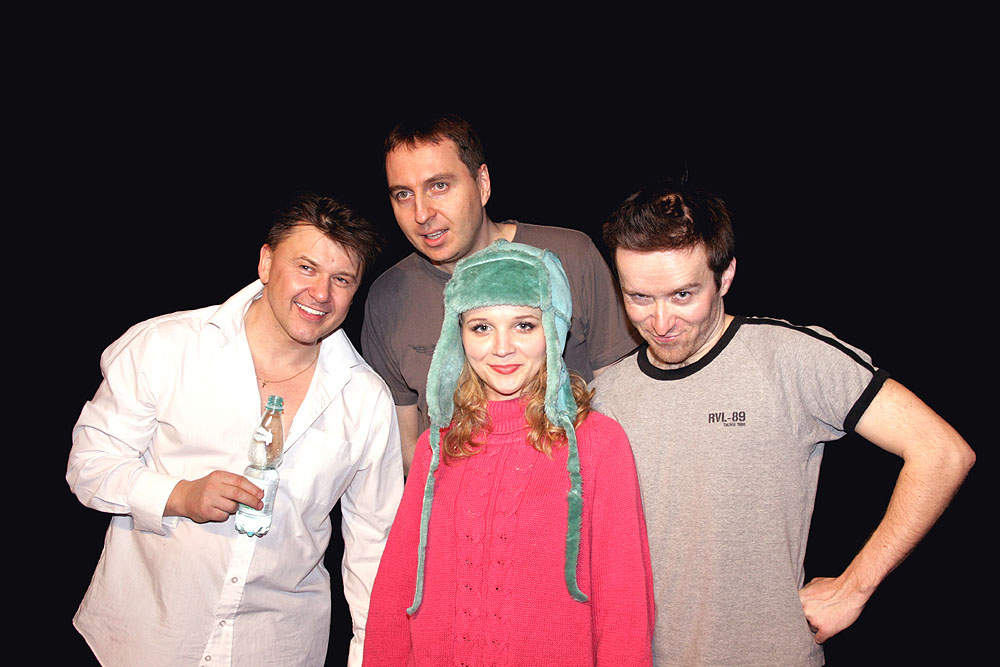
Arkadiusz Lipnicki (z tyłu) z Grupą Rafała Kmity

Arkadiusz Lipnicki (ur. 1972) – polski artysta kabaretowy, aktor dubbingowy.
Na co dzień występuje z Grupą Rafała Kmity. Założyciel grupy wokalnej Voice band, pracuje także jako lektor i konferansjer. Czasem powierzane mu są niewielkie role filmowe bądź serialowe. Ponadto udziela się też jako wokalista, a nawet śpiewak operowy. W programie „Szymon Majewski Show” grał rolę Romana Giertycha. Według strony internetowej „Konferansjerów” Lipnicki jest „ceniony za wysoką kulturę słowa, charyzmę, bardzo dobry kontakt z publicznością, elastyczność i opanowanie”.
Starszy brat wokalistki Anity Lipnickiej.